# Aeroport Internacional de Denver
L'Aeroport Internacional de Denver (codi IATA: DEN, codi OACI: KDEN) (en anglès: Denver International Airport) o simplement anomenat DIA (per les seves inicials en anglès) és l'aeroport que dona servei a la ciutat de Denver, la capital de l'estat de Colorado. Amb més de 50 milions de passatgers durant l'any 2009, és el desè aeroport més ocupat del món i el cinquè pel que fa al moviment d'aeronaus amb 607.019 enlairaments i aterratges. A més, té una superfície útil de més de 137 km² convertint-se en la infraestructura aeroportuària més gran dels Estats Units i la segona a nivell mundial, després de l'Aeroport Internacional Rei Fahd de Dammam, a l'Aràbia Saudita. Té sis pistes d'aterratge de les quals una d'elles és considerada la més llarga dels Estats Units amb 4,877 m. La seva torre de control de 100 m també és de gran valor, ja que és una de les més altes de tot Amèrica del Nord.
L'Aeroport Internacional de Denver és el principal centre de connexions de l'aerolínia de baix cost Frontier Airlines i United Airlines, i també un hub secundari per a Southwest Airlines.

## Història
Al setembre de 1989 sota el mandat de l'alcalde de Denver Federico Peña, es va demanar el pressupost de $ 60 milions de dòlars, per a la construcció de l'aeroport a les autoritats federals. Dos anys després, l'alcalde Welligton Webb va reiniciar el projecte, tot i que es va inaugurar oficialment el 29 d'octubre del 1993.
La magnitud del projecte i els problemes d'algunes aerolínies com United Airlines van afectar considerablement al temps necessari per a executar aquesta obra. La finalització va passar inicialment des del desembre de 1993 a març de 1994. A més, el setembre de 1993 es va tornar a retardar fins al 15 de maig de 1994. Tots aquests retards van provocar una gran desconformitat per part dels habitants de la zona que el van anomenar: Delayed International Airport (Aeroport Internacional Retardat), Democrats in Action (Demòcrates en Acció) o Denver's Imaginary Airport (Aeroport Imaginari de Denver).
A l'abril de 1994 es va convidar a diversos reporters a diverses demostracions del funcionament del "Sistema Automatitzat d'Equipatge", algunes de les quals no van ser molt exitoses. També se'ls va ensenyar la Terminal de Càrrega d'Equipatge sota de les pistes. Com a conseqüència, l'alcalde va cancel·lar la inauguració, prevista per al 15 de maig d'aquest any. El "Sistema Automatitzat de Tractament d'Equipatges" es va finalitzar el setembre de 2005 i ha estat una despesa molt incòmode per les autoritats de Denver. Curiosament l'AID, usa separadors d'equipatge manuals, fins i tot amb el sistema automatitzat.
Al 25 de setembre de 1994 l'aeroport va ser amfitrió d'una convenció d'aviació. Línies aèries i pilots van tenir l'oportunitat de visitar i utilitzar el nou aeroport, contemplar les seves dependències i serveis, incloent-hi el Sistema Automatitzat d'Equipatges -que encara es trobava en fase de proves-, provar les pistes i el control de ràdio amb ajuda de taxis aeris.
Finalment, va ser acabat el 28 de febrer de 1995, substituint a l'aeroport de Stapleton. Es van produir 16 mesos de retard i un cost de $ 5200 milions de dòlars, 2000 milions més del previst. Després de la seva inauguració, les pistes 3 i 4 van ser acabades dos anys més tard.